# Garzia
Garzia è un cognome di lingua italiana.

## Varianti
Garcea, Garcia, Garsia, Garzi, Garzya.

## Origine e diffusione
Cognome tipicamente meridionale, è presente prevalentemente in Sicilia e Sardegna.
Potrebbe derivare dal cognome spagnolo Garcia, dallo spagnolo garcía, "volpe", rendendolo affine al cognome Volpe.